# Raymonde de Laroche
Elisa Léontine Deroche (Paris, 22 de agosto de 1882 - Le Crotoy, 18 de julho de 1919), também conhecida pelo antigo nome artístico da época de atriz: Raymonde de Laroche. Foi ela, a primeira mulher no mundo a obter uma licença de piloto e, sem seguida, a primeira mulher a fazer um voo solo em 8 de março de 1910.

## Histórico

### Início de vida
Elisa Deroche era filha de um encanador. Ela gostava de esportes quando criança, assim como de motocicletas e automóveis quando mais velha. Como uma jovem mulher, se tornou atriz usando o nome artístico de "Raymonde de Laroche". Inspirada pela demonstração de voo motorizado feita por Wilbur Wright em 1908 em Paris e ter conhecido alguns aviadores, incluindo Léon Delagrange, a quem se atribui a paternidade de seu filho André, de Laroche decidiu que iria conseguir voar por si mesma.

### Conquistas na aviação

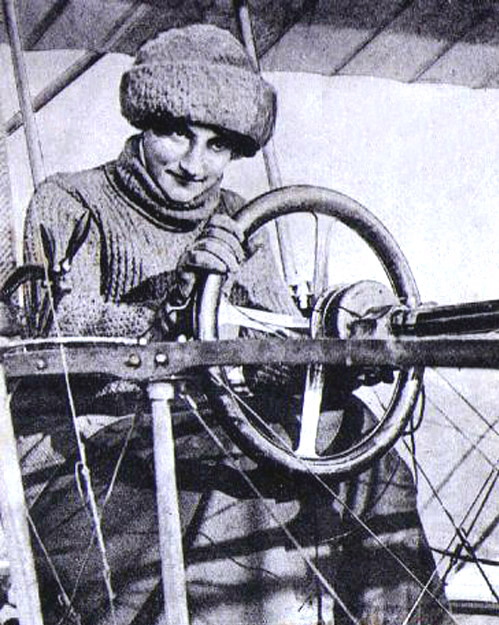
Raymonde de Laroche no seu avião Voisin em 1909.

Em Outubro de 1909, Laroche apelou a seu amigo aviador e construtor de aviões Charles Voisin, para ensiná-la a voar. Em 22 de Outubro de 1909, ela chegou à base de operações dos irmãos Voisin em Chalons, a 140 km à Leste de Paris. O avião de Voisin só admitia um único tripulante, sendo assim, ela operava o avião enquanto ele ficava em terra dando instruções. Depois que ela aprendeu a taxiar pelo aeroporto, ela efetuou um voo de 270 m. O voo de Laroche é citado como o primeiro de uma mulher numa máquina voadora motorizada mais pesada que o ar; existem evidências de que duas outras mulheres: P. Van Pottelsberghe e Thérèse Peltier voaram no ano anterior com  Henri Farman e Delagrange respectivamente.
Décadas depois, o jornalista de aviação Harry Harper escreveu que até que Laroche efetuasse seu voo no Voisin, ela nunca havia voado exceto uma vez, num curto salto, como um passageiro; quando ela pegou os controles, Voisin a proibiu expressamente de tentar voar; e depois de taxiar duas vezes ao longo do aeroporto, ela decolou, voando a "3 ou 4 metros de altura" e manipulando os controles "com frieza e precisão".
Apesar disso, Gabriel Voisin escreveu: "... meu irmão estava completamente dominado por ela", toda essa história certamente romanceou o que realmente aconteceu. A Flight magazine, uma semana depois do voo, relatou: "Por algum tempo, a Baronesa tomou aulas de M. Chateau, instrutor de Voisin, em Chalons, e na sexta feira daquela semana, estava apta a tomar os controles pela primeira vez. Essa primeira viagem pelo ar, foi muito curta, e terra firma foi retomada depois de 270 m". A Flight foi responsável também por atribuir o título de "Baronesa" à Laroche, mesmo ela não pertencendo a nobreza. A Flight acrescentou que no dia seguinte, ela circulou o campo por duas vezes, "sendo as curvas executadas com extrema facilidade. Durante este voo de cerca de 6 km havia um forte vento soprando, mas depois das primeiras duas voltas, a Baronesa disse que ele não a incomodava, e ela tinha a máquina completamente sob controle".
Em 8 de Março de 1910, Laroche tornou-se a primeira mulher do Mundo a receber uma licença de piloto, quando o Aéro-Club de France emitiu sua licença #36 da Fédération Aéronautique Internationale (F.A.I.).

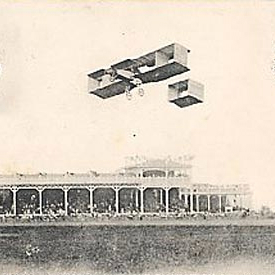
Raymonde de Laroche voando em seu Voisin no show aéreo de Reims em 1910.

Laroche participou de vários encontros de aviação no Cairo, em São Petersburgo, Budapeste e Rouen. Durante o show em São Petersburgo, ela foi congratulada pelo czar Nicolau II. Lá ela foi novamente tratada como "Baronesa" de Laroche. Depois disso, o título passou a ser usado de forma corriqueira.
Em Julho de 1910, Laroche estava participando de um show aéreo de uma semana em Reims. Em 8 de Julho o avião dela caiu e ela sofreu ferimentos graves e sua recuperação chegou a ficar em dúvida, mas dois anos depois, ela estava recuperada e voltou a voar. Em 26 de Setembro de 1912, ela e Charles Voisin se envolveram num acidente automobilístico. Voisin morreu e ela sofreu graves ferimentos.
Em 25 de Novembro de 1913, Laroche ganhou a Copa Feminina do Aéro-Club de France por um voo de longa distância sem escalas de mais de 4 horas de duração.
Durante a Primeira Guerra Mundial, quando voar era considerado muito perigoso para mulheres, ela serviu como motorista, conduzindo oficiais das zonas seguras até as frentes de batalha sob fogo.
Em Junho de 1919, Laroche estabeleceu dois recordes de altitude para mulheres, um de 4 800 m; e também o recorde de distância para mulheres de 323 km.

### Morte e legado

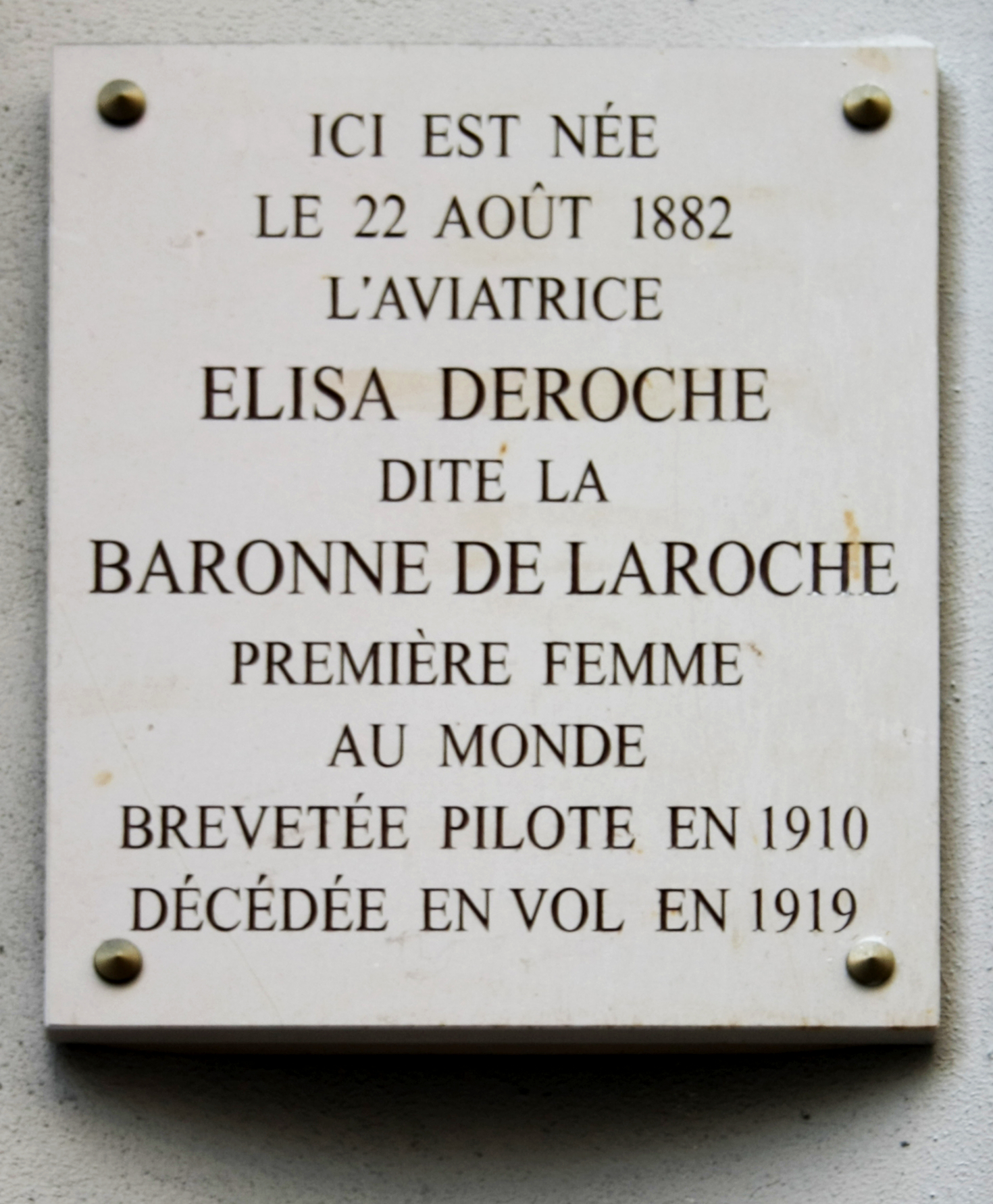
Placa identificando, na Rue de la Verrerie em Paris, o local de nascimento de Elisa Deroche.

Em 18 de Julho de 1919, Laroche chegou ao aeroporto de Le Crotoy no Norte da França, como parte de seu plano de se tornar a primeira mulher piloto de teste profissional. Ela atuou como copiloto de um avião experimental; em sua aproximação para o pouso, o avião entrou em mergulho e caiu, matando ambos os tripulantes.
Existe uma estátua de Laroche no Aeroporto de Le Bourget, na França.
De 6 a 12 de Março de 2010, para celebrar o centenários da licença de piloto de Laroche, mulheres piloto de oito países em três continentes usaram 20 tipos diferentes de avião para estabelecer um novo recorde mundial: 225 mulheres e garotas foram introduzidas à pilotagem por uma mulher piloto em uma semana.
A Semana Mundial da Aviação Feminina é um evento mundial que ocorre anualmente durante a semana que inclui o dia 8 de Março, que marca o aniversário da licença de piloto de Raymonde de Laroche e também o Dia Internacional da Mulher, e pretende promover a diversidade na aviação celebrando a história das mulheres nessa área, apresentando oportunidades na aviação para mulheres e garotas, com a colaboração de empresas do setor aeronáutico.